# Fedital
La Fedital è stata una società per azioni, fondata nel 1977, che dal 1992 ha fatto parte del gruppo Cragnotti & Partners Capital Investment NV, con a capo Sergio Cragnotti, e specializzata nelle produzioni agroalimentari, in particolare del settore lattiero-caseario con la controllata Polenghi Lombardo. Successivamente ha fatto parte del gruppo Cirio.

## Storia
La Fedital, azienda fondata a Roma nel 1977, fu travolta nel 1991 dal crack Federconsorzi, di cui faceva parte, e fu così venduta l'anno successivo per poco più di 20 miliardi di lire, al netto del ripianamento effettuato dagli organi del Concordato Federconsorzi, al gruppo Cragnotti & Partners Capital Investment NV del finanziere romano Sergio Cragnotti (che già aveva rilevato la controllata Polenghi Lombardo), tenuto conto che presso banche inglesi come emerso  nel corso di una perizia vi era un notevole deposito di fondi.
Il sostituto procuratore della Repubblica di Perugia Dario Razzi contestò a Cragnotti il reato di bancarotta preferenziale, perché il prezzo era giudicato vile. Tuttavia il giudice dell'Udienza preliminare, Battistacci, assolse l'imprenditore capitolino.
Il settore latte della Fedital fu conferito nell'ambito della discussa operazione Cirio con un'ingente rivalutazione dei cespiti. Anche il passaggio al gruppo Parmalat di Eurolat, società creata nel 1999 alla quale erano state conferite le attività del settore lattiero-caseario della Cirio, è stato oggetto di indagini giudiziarie perché si è ipotizzata una pressione delle banche creditrici di Cirio nella sopravvalutazione del prezzo di cessione.